# Samaritan’s Purse
Samaritan’s Purse (рус. Сумка Самаритянина) — международная неправительственная некоммерческая гуманитарная организация евангельских христиан. Наименование организации основано на новозаветной притче о добром самарянине, которую Иисус использует, чтобы научить людей второй заповеди — «возлюби ближнего твоего, как самого себя». Президентом организации является Франклин Грэм, сын евангелиста Билли Грэма.
Samaritan’s Purse работает в более чем 100 странах по всему миру. Международные штаб-квартира находится в городе Бун, Северная Каролина (с дополнительными отделениями США в Шарлотте и Северном Уилкесборо, Северная Каролина), партнёрские офисы находятся в Австралии, Канаде, Германии, Ирландии, Гонконге, Нидерландах и Соединенном Королевстве. Полевые офисы расположены в 20 странах на пяти континентах.

## История
Боб Пирс основал организацию в 1970 году «для удовлетворения неотложных потребностей в кризисных районах в рамках существующих учреждений евангелической миссии и национальных церквей». В 1973 году Пирс встретился с Франклином Грэмом, и они сделали несколько поездок вместе, чтобы посетить проекты по оказанию помощи в Азии и других регионах. После смерти Пирса в 1978 году, Грэм становится президентом Samaritan’s Purse.
По мере роста организации, Samaritan’s Purse не только финансировал миссии партнёров, но и начал развивать собственные масштабные проекты по оказанию помощи:
- Предоставление медицинской помощи в разгар конфликтов в Сомали в 1993 году, Руанде в 1994 году, Судане с 1997 года, Косово в 1999 году, Афганистане в 2002 году, Ираке в 2003 году, и Украине в 2022 году.
- Восстановление или ремонт тысяч домов после урагана Митч в 1998 году, землетрясения в Сальвадоре в 2001 году, цунами в Индийском океане в 2004 году, и урагана Катрина в 2005 году.
- Фрахтование чрезвычайных воздушных перевозок в Индонезию и Пакистан в 2005 году, Северную Корею в 2007 году, в Мьянму и Китай в 2008 году.
- Раздача продовольствия для сотен тысяч перемещённых лиц в Уганде и Дарфуре.

## Финансовое положение
Журнал Forbes разместил Samaritan’s Purse на 26-м месте в списке 50 крупнейших благотворительных организаций США в 2013 году с показателями эффективности фандрайзинга 93 % и общей выручкой 376 млн долларов.
Авторитетная организация Charity Navigator присвоила Samaritan’s Purse наивысший рейтинг 4 звезды в 2012 году (финансовая оценка 64,21 балла, подотчётность и прозрачность 70.00 баллов, общая оценка 65.90 из 70 возможных).

## Текущие программы
Текущие программы Samaritan’s Purse:
- Операция «Рождество для детей» — создана в 1990 году Дэйвом и Джилл Кук для детей в Румынии. Каждый год тысячи церквей, групп и отдельных жертвователей готовят и собирают обувные коробки, заполненные игрушками, школьными принадлежностями, личными вещами, а также другими небольшими подарками. Эти коробки затем распределяются в более чем 100 странах мира сборными добровольцев, которые связаны локально с детьми, получающими подарки[9].
- Ликвидация последствий стихийных бедствий — реагирует на чрезвычайные ситуации.
- Всемирная медицинская миссия, медицинское подразделение, основанное в 1977 году братьями Ричардом и Лоуэллом Фурман, чтобы позволить врачам решать краткосрочные задачи в перегруженных миссионерских больницах.
- Проект «Детское сердце» предусматривает операцию для детей, рожденных с пороками сердца в странах, где правильный уход не доступен или малоэффективен.
- Кампания «Откройте кран» — обеспечение безопасной питьевой водой жителей развивающихся стран.

## Критика
В 2001 году The New York Times критиковали организацию за «стирание грани между церковью и государством», в том, как она распределяет финансируемую государством помощь пострадавшим от землетрясения в Сальвадоре. Жители нескольких деревень заявили, что они сначала должны были на совещании полчаса молиться до получения помощи. В заявлении Агентства США по международному развитию было сказано, что Samaritan’s Purse не нарушил федеральное законодательство, но была подчеркнута необходимость разграничения между молитвами и финансируемой государством деятельностью.
В 2003 году Samaritan’s Purse подвергся широкой критике после заявления его президента Франклина Грэма, что ислам является «очень злой и нечестивой религией», что приводит к протестам исламских лидеров. Samaritan’s Purse ответил на обвинения в антиисламизме, подчеркнув долгую историю неконфессионального сотрудничества и благотворительной деятельности в Багдаде без попыток проповедовать или обращать в свою веру.
В 2010 году Флавия Вагнер и двое суданских мужчин были похищены во время работы на Samaritan’s Purse в Судане. Мужчины были освобождены быстро, но Вагнер была в плену в течение нескольких месяцев. По возвращении в США она подала иск на Samaritan’s Purse, утверждая, что организация проявила халатность и не обеспечила должную безопасность. Ситуация была урегулирована во внесудебном порядке в 2012 году.